# Господари пакла 5
Господари пакла 5 (енгл. Hellraiser: Inferno) амерички је хорор филм из 2000. године, редитеља Скота Дериксона, са Дагом Бредлијем, Крејгом Шефером, Николасом Туртуром и Џејмсом Ремаром у главним улогама. Инспирисан је ликовима Клајва Баркера, који је режирао први део серијала. Представља наставак филма Господари пакла 4: Потомство (1996), пето остварење у серијалу Господари пакла и прво које је дистрибуирано директно на видео.
Филм је објављен 3. октобра 2000. Добио је помешане оцене критичара и представља напредак у односу на претходни део. Сценарио за Инферно оргинално није ни био замишљен као наставак Господара пакла, због чега се разликује претходна четири филма. У њима је било више елемената сплатера и телесног хорора, док је Инферно заправо психолошки хорор.
Нови наставак објављен је 2002. године, под насловом Господари пакла 6: У потрази за паклом. У њему се Ешли Лоуренс враћа у улогу Кирсти Котон, финалне девојке из оригиналног филма, док је Даг Бредли по шести пут у улози Пинхеда.

## Радња
Џозеф Торн је корумпирани полицијски детектив у Денверу, који за радно време конзумира дрогу и вара жену. На месту злочина које подсећа на ритуалистичко убиство, Торн проналази Ламентову конфигурацију и након што је реши, почињу да има бизарне халуцинације. У једној од халуцинација приказује му се Пинхед, вођа демона, познатих као Сенобајти...

## Улоге
| Глумац             | Улога                 |
| ------------------ | --------------------- |
| Даг Бредли         | Пинхед                |
| Крејг Шефер        | детектив Џозеф Торн   |
| Николас Туртуро    | детектив Тони Ненонен |
| Џејмс Ремар        | др Пол Грегори        |
| Николас Садлер     | Берни                 |
| Ноел Еванс         | Мелани Торн           |
| Линдзи Тејлор      | Клои                  |
| Мет Џорџ           | Леон Голтијер         |
| Мајкл Шејмус Вајлс | господин Пармаги      |
| Саша Барезе        | Дафни Шарп            |
| Кетрин Џустен      | Мери Торн             |
| Џесика Елиот       | млада Мери Торн       |
| Кармен Арџензијано | капетан               |
| Џеј Би Гејнор      | млади Џозеф Торн      |